# Basis-Film Verleih
Der Basis-Film Verleih ist ein 1974 gegründeter Berliner Filmverleih. Basis-Film verleiht ausschließlich neue deutsche Autorenfilme.

## Programm
Schwerpunkte der Verleiharbeit sind innovative Nachwuchsfilme, politisch engagierte Dokumentarfilme, Filme von Frauen, Kinderfilme und die Pflege eines umfangreichen Repertoires des deutschen Autorenfilms. Von über 400 Dokumentar- und Spielfilmen sind noch immer 200 im aktiven Repertoire, darunter Filme von Harun Farocki, Rainer Werner Fassbinder, Rosa von Praunheim, Helga Reidemeister, Ula Stöckl und Andreas Voigt. Mit Arbeiterfilmen, Berlin-Filmen, Filmen zu Nationalsozialismus, Krieg und Ökologie spiegelt das Basis-Filmprogramm Themen und gesellschaftliche Debatten der jüngeren deutschen Geschichte.
Die Verleiharbeit richtet sich nicht nur an Programm-Kinos, sondern auch an nichtgewerbliche Spielstätten wie Gewerkschaftshäuser und Jugendclubs. So heißt es in einer Broschüre von 1990: „Aufgabe der nichtgewerblichen Filmarbeit ist es, Zuschauer zu qualifizieren, qualifizierte Filme zu sehen.“

## Geschichte
Basis-Film entstand 1971 in Berlin. Nachdem 18 Studenten der Berliner Filmhochschule dffb von der Akademie relegiert wurden, weil sie 1968 an Protesten gegen die Notstandsgesetze teilnahmen, gründeten einige von ihnen, darunter Harun Farocki und Christian Ziewer, eine Filmgruppe, die im „Märkischen Viertel“ Basisfilme drehen will. Der erste Film so entstandene Arbeiterfilm, Christian Ziewers Liebe Mutter, mir geht es gut, wurde der Grundstock der Basis-Filmproduktion.
1974 nahm der Verleih seine Arbeit auf. Von den Gesellschaftern der Basis-Film GmbH – Christian Ziewer, Renée Gundelach, Rainer Götz Otto und Klaus Wiese – wurde Clara Burckner als Geschäftsführerin und Gesellschafterin engagiert. Sie war bis 2004 „Herz und Motor“ der Verleiharbeit.
Ab 1980 erstellte der Verleih Begleitmaterialien für den nichtgewerblichen Vertrieb. Eine Kartei verzeichnete 4.000 nichtgewerbliche Abspielstätten.
Auf Einladung des Goethe-Instituts wurde 1979 in London eine Filmreihe mit Basis-Filmen gezeigt. In der Folge liefen Basis-Filme begleitet von Veranstaltungen in zahlreichen internationalen Goethe-Instituten. 1984 widmete das Goethe-Institut Brüssel Basis-Film eine Werkschau mit dem Untertitel „Ein Berliner Modell in Produktion und Verleih“.
1987 erhielt der Verleih den Deutschen Kritikerpreis mit der Begründung, „zwischen massiven Importen und gesichtsloser Produktion eine wichtige Position in der deutschen Filmlandschaft zu verteidigen“.
1990 war der Basis-Film Verleih mit einer Auswahl von 32 Filmen unter dem Titel „Filme ohne Fesseln“ beim 1. Filmfest Dresden eingeladen und wurde vom Publikum gefeiert. Basis-Film nahm in der Folgezeit Filme von jungen ostdeutschen Regisseuren in das Programm auf und wurde zu einem „zentralen Vermittler zwischen Ost und West“.
1993 eröffnete der Basis-Film Verleih eine Filiale mit Kopienlager in der Alten Kachelofenfabrik Neustrelitz, die zu einem Kulturzentrum mit Kino umgebaut wurde.
2004 übergab Clara Burckner das Basis-Firmenarchiv an die Deutschen Kinemathek. Es bildete die Grundlage für die Ausstellung Vom aufrechten Gang. 30 Jahre Basis-Film Verleih Berlin im Filmmuseum Berlin, mit der Basis-Film und die engagierte Verleiharbeit von Clara Burckner geehrt wurden. Begleitend zur Ausstellung erschien eine DVD-Edition mit zwölf Titeln aus dem Basis-Film-Verleihprogramm, das Berliner Kino Arsenal zeigte eine Auswahlretrospektive.
Am 19. Oktober 2011 wurde in Kino Toni am Antonplatz in Berlin-Weißensee das 40. Jubiläum von Basis-Film und der 75. Geburtstag von Clara Burckner gefeiert. In diesem Rahmen wurde Clara Burckner für ihre kulturellen Verdienste von Berlins Wirtschaftssenator Harald Wolf mit dem Bundesverdienstkreuz am Bande ausgezeichnet.